# Julie De Wilde
Pour les articles homonymes, voir Wilde.
Julie De Wilde, née le 8 décembre 2002 à Gand, est une coureuse cycliste belge.

## Carrière

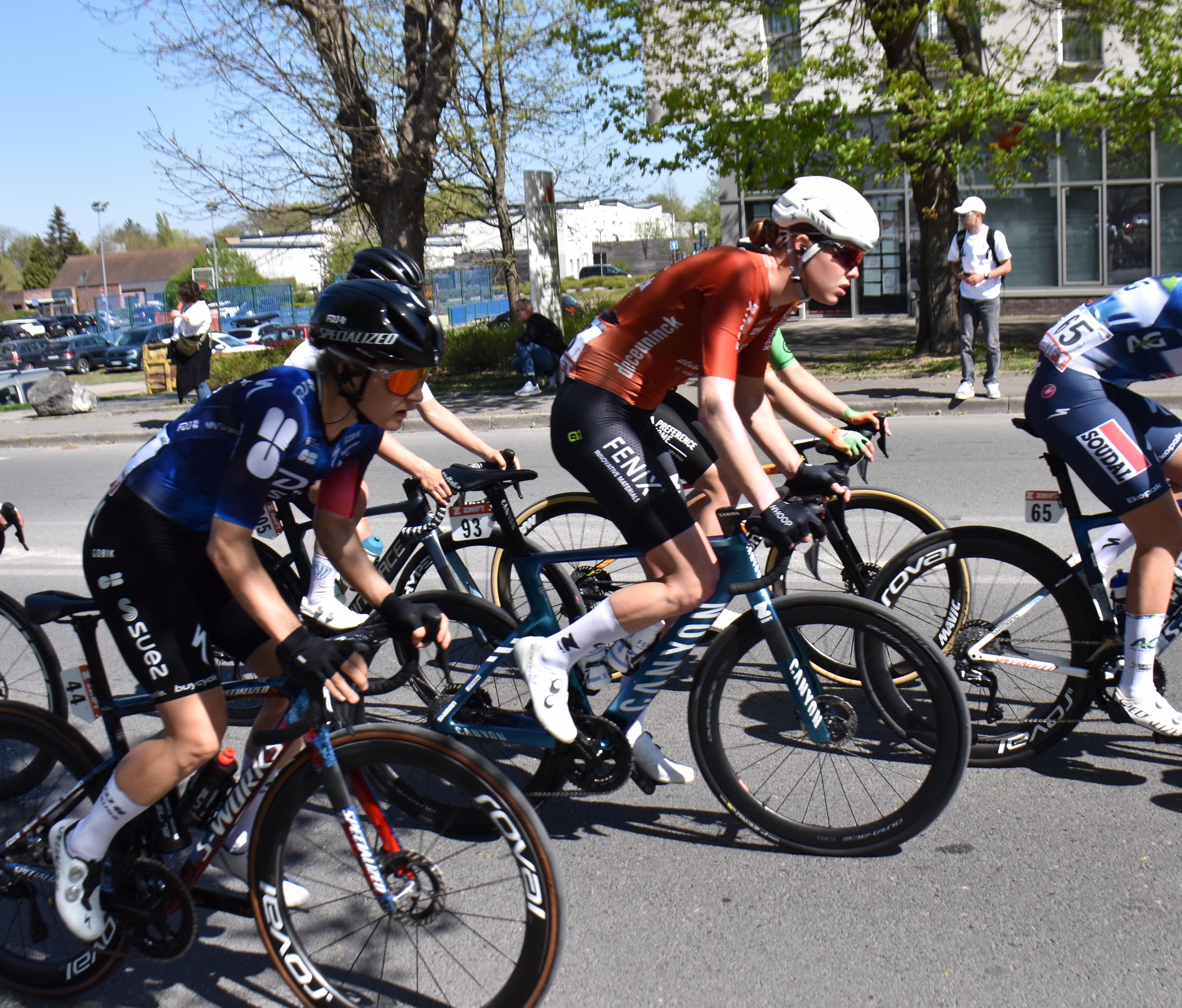
Julie De Wilde #93 - Paris-Roubaix Femmes 2025.

Julie De Wilde commence 2023 par des courses d'un jour disputées en Belgique ou aux Pays-Bas. Lors de la Classic Bruges-La Panne, elle chute et subit une fracture de l'omoplate droite.
Le 10 août 2023, elle remporte la médaille de bronze du contre-la-montre féminin des moins de 23 ans aux championnats du monde de cyclisme sur route 2023 disputé sur 36,4 km à Stirling en Écosse terminant à 29 secondes de la première place dans cette catégorie de l'Allemande Antonia Niedermaier.

## Palmarès sur route

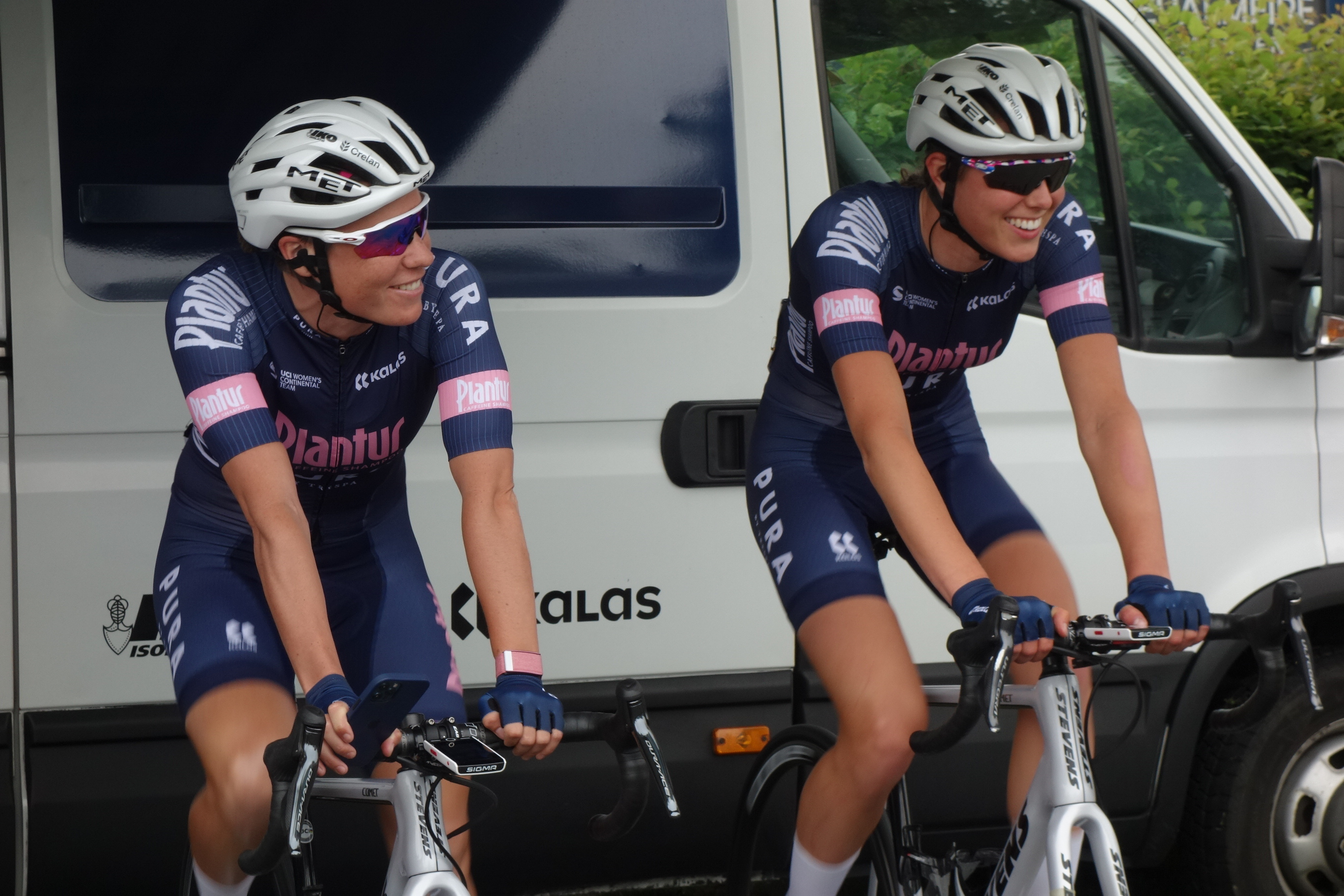
Julie De Wilde (à droite) avec Sanne Cant en 2021

### Par années
- 2018
  - 2e du championnat de Belgique sur route juniors
- 2019
  - 3e étape de Watersley Ladies Challenge juniors
  -  Championne de Belgique du contre-la-montre juniors
  -  Médaillée d'argent du championnat du monde sur route juniors
  - 5e du championnat d'Europe sur route juniors
- 2020
  - 3e étape de Watersley Ladies Challenge juniors
  - 2e de Watersley Ladies Challenge juniors
  - 3e du championnat de Belgique sur route juniors
  - 7e du championnat d'Europe du contre-la-montre juniors
  - 10e du championnat d'Europe sur route juniors
- 2021
  - Grote Prijs Tania De Jonge
  - 2e du championnat de Belgique du contre-la-montre espoirs
  - 3e du championnat de Belgique du contre-la-montre
  - 9e du championnat d'Europe du contre-la-montre espoirs
- 2022
  - Konvert Kortrijk Koerse
  - Grisette Grand Prix de Wallonie
  - 2e de À travers les Flandres
  - 8e du championnat du monde sur route espoirs
  - 10e du Simac Ladies Tour
- 2023
  - Diamond Tour
  - 2e de la Kortrijk Koerse
  -  Médaillée de bronze du championnat du monde du contre-la-montre espoirs
  - 4e du championnat du monde sur route espoirs
  - 6e du championnat d'Europe du contre-la-montre espoirs
- 2024
  -  Médaillée de bronze du championnat du monde du contre-la-montre espoirs
- 2025
  - GP Oetingen

### Résultats sur les grands tours

#### Tour de France
3 participations :
- 2022 : 46e
- 2023 : 82e
- 2024 : 85e

### Classements mondiaux
| Année                                 | 2021 | 2022 | 2023 | 2024 |
| ------------------------------------- | ---- | ---- | ---- | ---- |
| Classement UCI                        | 368e | 50e  | 70e  | 353e |
| UCI World Tour                        | nc   | 92e  | 144e | 237e |
|                                       |      |      |      |      |
| Légende : nc = non classéSource : UCI |      |      |      |      |

## Palmarès sur piste
- 2019
  -  Championne de Belgique de poursuite juniors
  -  Médaillée de bronze du championnat d'Europe de la poursuite juniors

## Palmarès en cyclo-cross
- 2018-2019
  -  Championne de Belgique de cyclo-cross juniors
- 2019-2020
  -  Championne de Belgique de cyclo-cross juniors
  - 10e du championnat du monde de cyclo-cross juniors

## Distinctions
- Vélo de cristal de la meilleure jeune en 2023